# یخ‌ماهی جرجیای جنوبی
یخ‌ماهی جرجیای جنوبی (نام علمی: Pseudochaenichthys georgianus) نام یک گونه از تیره یخ‌ماهیان تمساحی است.